# Laura Elenes
Laura Elenes (Mazatlán, 1933–2005) fue una pintora, escultora y grabadora mexicana, cuyo trabajo fue reconocido con su membresía en el Salón de la Plástica Mexicana, varios homenajes en México y otros países después de su muerte. 

## Carrera
Nació en Mazatlán, Sinaloa, México. Se instruyó en el arte y diseño industrial, y enseñó por 23 años en el Centro de Investigaciones de Diseño Industrial en la Universidad Nacional Autónoma de México (UNAM), y también fue investigadora de Literatura Prehispánica en la misma.
Su carrera artística abarcó desde 1970 to 2005, la cual incluía colaboraciones con contemporáneos como Juan O’Gorman, Jorge González Camarena y Raúl Anguiano. Ella tuvo más de cincuenta exhibiciones individuales y participó en más de 100 eventos colectivos en México y en el extranjero. En México, Polyforum Cultural Siqueiros, Academia de San Carlos, Galerías Aristos, Museo Nacional de la Estampa, el Museo de Arte Contemporáneo en Toluca, Los Pinos y el Salón de la Plástica Mexicana son cedes de sus exhibiciones más importantes. Sus obras también se encuentran en países como Japón, Estados Unidos, España, Portugal, Grecia, Bulgaria, Turquía, Italia, Colombia y Costa Rica.
El trabajo de Elene puede ser encontrado en la colección permanente del Museo de la Mujer en la Ciudad de México, Fundación Cultural Banamex, the Domeq Foundation, UNAM, the Pinacotheca del estado de Nuevo León y el Museo del Humor en Gabrovo, Bulgaria.
Durante su carrera, ella participó activamente en asociaciones de artistas como la Sociedad Mexicana de Autores de Artes Plásticas (SOMAAP) y fue directora de la Cultura Global en el Centro de México por 16 años.

## Reconocimiento
En el 2008, la autora Nadja Betrón publicó un libro acerca de la vida de Elene y su proceso creativo llamado Entre Hilos y Cuerdas, el cual contiene una colección de escritos personales, artículos de periódicos y de revistas, fotografías y más. El tÍtulo del libro hace referencia a varios de los materiales que ella usaba en sus trabajos.
En el 2009, el Salón de la Plástica Mexicana celebró una retrospectiva con cincuenta de sus obras y una presentación del libro. Esto fue seguido por un evento similar en el Anagma Gallery en Madrid en el 2010 y un homenaje se celebró en el mismo año, patrocinado por la Embajada mexicana en Colombia y la BiblioRed de la Alcaldía en Bogotá.

## Estilo
Elenes creó piezas abstractas y figurativas. Sus estéticas eran basadas en patrones, geometría y material que provenían del mundo prehispánico. Sus obras generalmente contrastan duros y suaves materiales e imágenes, trabajando a menudo con tela de tejido suelto, hilo y cuerda. De acuerdo con Nadja Betrón, el artista trabajó para crear un diseño mexicano que era contemporáneo y no folclórico. Uno de sus últimos trabajos, con el nombre de El Largo Viaje desde el Rabinal (2002) consiste en pinturas, esculturas, estampas y música inspirada en el trabajo Maya El Varón del Rabinal, mezclando una cosmología prehispánica con la estética contemporánea.
Algunas de sus obras están firmadas con seudónimo.